# 上田百寧
上田 百寧（うえだ ももね、1999年（平成11年）6月27日 - ）は、日本の陸上競技選手。専門競技はやり投。ゼンリン所属。

## 経歴
福岡県糸島市出身。糸島市立前原西中学校、中村学園女子高等学校、福岡大学卒業。
2022年世界陸上競技選手権では50m70で予選敗退。
2023年世界陸上競技選手権では56m19で予選敗退。
2024年8月のパリオリンピックでは2投目に61m64をマークし10位。
2025年5月27日、アジア陸上競技選手権大会で59m39を投げ2位となった。

## 国際大会
| 年   | 大会                     | 会場       | 結果 | 種目   | 補足    |
| 日本 | 日本                     | 日本       | 日本 | 日本   | 日本    |
| ---- | ------------------------ | ---------- | ---- | ------ | ------- |
| 2022 | 世界選手権               | ユージーン | 27位 | やり投 | 50.70 m |
| 2023 | 世界選手権               | ブダペスト | 21位 | やり投 | 56.19 m |
| 2024 | オリンピック             | パリ       | 10位 | やり投 | 61.64 m |
| 2025 | アジア陸上競技選手権大会 | 亀尾       | 2位  | やり投 | 59.39m  |